# 調布市立第三中学校
調布市立第三中学校（ちょうふしりつ だいさんちゅうがっこう 英語: Chofu-Daisan Junior High School）は、東京都調布市染地3丁目にある公立中学校である。 略称は調布三中。近辺には大規模団地である多摩川住宅や日活撮影所があり、多摩川が流れる。

## 概要
調布市の市制が始まってから最初に設立された中学校でもある。同窓会活動が盛んである。調布市の成人式において、調布駅前広場に各市立中学校の同窓会やPTAがテントを張って新成人を迎える「成人を祝う会」は、本校の同窓会が最初に始めたものである。2009年（平成21年）に創立50周年を迎え、11月に記念式典が行われた。

## 教育方針
1. 自ら学び考え，向上しようとする人
2. 自他を思いやる，心豊かな人
3. 心身を鍛え，たくましく生きる人

## 校歌
- 作詞　山下晶子
- 校閲　村野四郎
- 作曲　塩野勇記

## 部活動
- サッカー
- 野球
- 陸上
- ソフトテニス
- 卓球
- 男子バスケット
- 女子バスケット
- バドミントン
- 女子バレー
- 美術
- 吹奏楽
- 8組クラブ

## 著名な出身者
- 岸本加世子（女優）
- 高田純次（タレント、俳優）
- 中澤さえ（柔道選手）
- 井上荒野（作家）
- 栗又厚（元俳優、現在は引退）
- 稲垣秀次（元野球選手）
- 相馬勇紀（サッカー選手）
- 平田政一（元競泳選手）
- 小原豊（学者、学習院大学教授）
- 森肇志（学者、東京大学教授）

## 交通
- 京王線 国領駅下車 南西へ徒歩15分
- 京王線 調布駅南口 - 京王バス「多摩川住宅西」行き 終点 徒歩2分
- 京王線 調布駅南口 - 京王バス「多摩川住宅」行き等 第二小学校前 徒歩5分